# Казали, Джулио Чезаре
Джулио Чезаре Казали (итал. Giulio Cesare Casali; род. 13 февраля 1942, Сан-Марино) — бывший сан-маринский профессиональный футболист, нападающий. После завершения карьеры игрока работал тренером.

## Биография и карьера
Джулио родился 13 февраля 1942 года в Сан-Марино. За время игровой карьеры выступал в двух клубах — «Либертас» из города Борго — Маджоре и «Сан-Марино Кальчо», игравшем в системе лиг Италии. После завершения карьеры возглавил резервную команду «Сан-Марино Кальчо», а затем был назначен помощником главного тренера основной команды.
24 января 1986 года наставник стал первым в истории тренером национальной команды Сан-Марино по футболу. 11 марта того же года сборная карликовой республики провела свой дебютный неофициальный матч, соперником в котором выступила команда из датского города Оденсе. После этого команда провела под руководством Казали еще четыре встречи, в частности — товарищеский матч с олимпийской сборной Канады, прошедший 28 марта 1986 года и завершившийся минимальным поражением хозяев поля со счетом 0:1. В 1990 году Казали официально покинул пост тренера сборной в связи с возникшими проблемами со здоровьем и более не занимался тренерской деятельностью.

## Личная жизнь
Казали женат, является отцом двоих детей. Имеет звание профессора физкультуры.